# Serbia occupata dagli Asburgo (1686-91)
Col termine di Serbia occupata dagli Asburgo ci si riferisce al periodo compreso tra il 1686 ed il 1691 nella Grande guerra turca (1683–99), durante la quale l'attuale territorio della Serbia (de jure territorio dell'Impero ottomano) venne occupato dalla Monarchia asburgica.

## Storia
La conquista asburgica del territorio dell'attuale Serbia ebbe inizio nel 1686, con la conquista delle parti settentrionali di Bačka. A quel tempo questi territori erano contesi tra il Regno d'Ungheria e l'Impero ottomano. Dal 1688, gli Asburgo controllarono le parti occidentali dell'attuale Vojvodina, oltre ad alcune aree a sud dei fiumi Sava e Danubio, mentre nel 1690, l'area controllata dagli Asburgo giunse ad includere il territorio dell'attuale Serbia.
Il ritiro degli Asburgo dal territorio della Serbia portò in parallelo alla prima grande migrazione serba verso i territori della Monarchia asburgica Quest'azione venne seguita dalla firma del Trattato di Karlowitz nel 1699 (siglato a Sremski Karlovci nell'attuale Serbia settentrionale), sotto i termini del quale la nazione serba ed il suo territorio vennero divisi tra l'Impero ottomano egli Asburgo. Secondo il trattato, gran parte del territorio dell'attuale Serbia rimase con l'Impero ottomano, mentre la regione di Bačka e parte della regione di Sirmia vennero assegnate alla monarchia asburgica.
Ulteriori parti dell'attuale Serbia saranno poste sotto la dominazione austriaca (governo militare) dopo il 1718 quando venne fondato lo stato tributario del Regno asburgico di Serbia.

## Comandanti asburgici
I comandanti asburgici in carica nel territorio dell'attuale Serbia furono in quel periodo:
- Luigi Guglielmo di Baden-Baden (6 settembre 1689 - 24 settembre 1689)
- Giovanni Norberto Enea Silvio Piccolomini (24 settembre 1689 - dicembre 1689)
- Georg Christian von Braunschweig (dal 1690 sino al ritiro delle truppe austriache dalla Serbia il 10 settembre 1691)